# Лески (Кировоградская область)
Лески (укр. Ліски) — село в Глодосской сельской общине Новоукраинского района Кировоградской области Украины.
Население по переписи 2001 года составляло 213 человека. Почтовый индекс — 27116. Телефонный код — 5251. Код КОАТУУ — 3524083001.